# 歴史人
『歴史人』（れきしじん）は、朝日放送グループホールディングス関連会社の出版社・株式会社ABCアークから発売されている雑誌である。

## 概要
2010年9月にベストセラーズ社から月刊雑誌として発売を開始。古代から近代にいたるまでの日本史を中心に毎月1つのテーマに沿って史料やイラストなど、さらに歴史研究家らの解説などを交えてわかりやすく紹介した内容になっている。これに関連した別冊として随時刊行の「世界史人」というのがあり、こちらは世界史を同様にワンテーマ形式で紹介している。
2020年11月、創刊10周年になるにあたり、大阪市にある朝日放送グループホールディングスの傘下・朝日放送テレビが全額出資したABCアークに版権を譲渡し、出版のほか、放送、その他各種メディアとの連動で、様々なシーンで役立てられる総合歴史メディアを目指すこと、また歴史資源を用いて、地域創生に貢献する事業計画に対する高いシナジー効果の期待があると見込まれるとしてABCアークへの事業譲渡が発表された。これに伴い、2021年1月号（2020年12月発売）をもってベストセラーズからの刊行を終了、明くる2021年2月号（同年1月発売）から正式に版権がABCアークに変更された。